# XML framework
Framework XML é um framework para desenvolvimento de software. Basicamente um framework implementa vários recursos para auxiliar o programador a criar a sua própria aplicação, mas um XML framework difere de outros frameworks pois todos os dados produzidos pela aplicação são XML. Com um framework XML o programador define e produz dados no formato XML e o framework é capaz de transformar o documento no formato que você deseja.
Um código, um XML e vários formatos de apresentação como XHTML, SVG, WML, Excel, Word ou qualquer outro tipo de resultado.

## Características de um Framework XML
- Classes para abstrair o uso de documentos XML.
- Classes para abstrair o acesso a dados - Todos os dados são tratados como XML independente de sua origem como XML, Banco de Dados, arquivos texto, etc.
- Cache XSLT.
- Recursos para facilitar a criação de documentos XSL como código de snippets.
- O Framework precisa ser extensível por que XML é extensível por definição.

## Framework XML existentes
- XMLNuke